# Södermanlands runinskrifter 41
Södermanlands runinskrifter 41 är en runhäll i Björke, Västerljung socken och Trosa kommun i Södermanland.

## Runhällen
Ristningen är utförd på en slät berghäll i anslutning till ett gravfält cirka 600 meter öster om Västerljungs kyrka. Lättast att ta sig dit är att utgå från kyrkan och följa Hammarbyvägen fram till avtagsvägen mot järnvägsbron. Berget med runhällen ligger direkt efter bron på vänster sida och ett tiotal meter från vägen. Ristningen är vänd mot nordost och slutet på inskriften som följer nedan har fått en mycket osäker tolkning. 

## Inskriften
Translitterering av runraden:
tati + iok + eftiR + faþur + sin × skaka × mirki| |it + mikla + man + (i)auRn
Normalisering till runsvenska:
Tati/Tatti hiogg æftiR faður sinn Skakka/Skaga, mærki it mikla, man <iauRn>.
Översättning till nusvenska:
Tate/Tatte högg efter sin fader Skacke/Skage, det stora minnesmärket må ...

## Ornamentiken
Runhällens ornamentik uppvisar en välformad ormslinga fylld med runor. Ormens hals och svans är i nedre delen låsta med ett iriskt koppel, vars kringla övergår i formen av ett hjärta. Ett kristet kors dominerar på ristningens mittyta, ej synligt på Dybecks teckning.